# Movimiento antiautomovilista

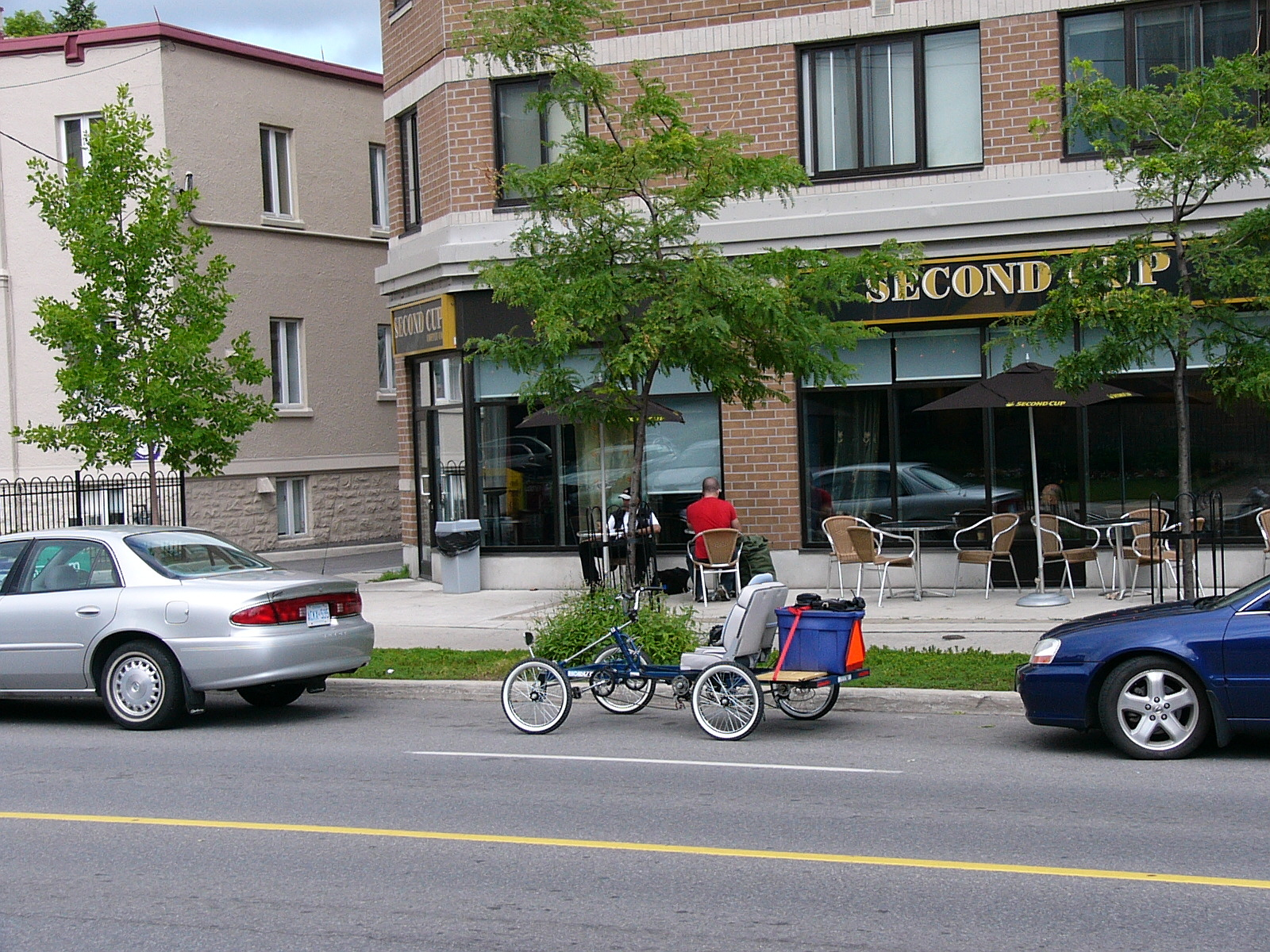
Un cuatriciclo aparcado en una calle urbana canadiense entre los coches

El movimiento antiautomovilista, movimiento anticochista o simplemente llamado antiautomovilismo o anticochismo, es una red emergente e informal de individuos y organizaciones, que incluyen a tanto activistas sociales, urbanistas, ingenieros de transporte y demás, que apareció por una creencia común de que los vehículos motorizados (coches, camiones, tractores, motocicletas, ...) han adquirido una posición demasiado dominante en la mayoría de las ciudades modernas. El objetivo del movimiento es crear lugares donde el uso de vehículos motorizados sea ampliamente reducido o eliminado, para destinar las carreteras y los espacios de aparcamiento a otros usos públicos y para reconstruir entornos urbanos compactos en que la mayoría de los destinos se encuentren dentro de un área fácilmente alcanzable por otros medios, como el caminar, el ciclismo, los vehículos de movilidad personal (como los patinetes eléctricos), vehículos de bajo impacto ambiental y espacial, coches eléctricos de pequeñas dimensiones (smarts, etc.) o el transporte público.

## Contexto
Antes del siglo veinte, las ciudades y los pueblos tenían generalmente una constitución compacta, con calles estrechas llenas de actividad humana. A comienzos del mismo siglo, sin embargo, muchos de estos municipios fueron siendo adaptados para acomodar en sus calles al automóvil, que cada vez se iba desarrollando con nuevas tecnologías y avances y abaratándose con la introducción de la producción en cadena, para concederles calzadas más anchas, a costa de las aceras, más lugares de aparcamiento y para favorecer una densidad de población menor, sobre todo a fin de evitar una desmesurada congestión de las nuevas carreteras urbanas que se venían creando. Fue precisamente esta necesidad de asentamientos con menores densidades de población lo que ayudó a consolidar la cultura del automóvil, o la dependencia al coche para los desplazamientos diarios, pues, como se observa en los esquemas urbanos de América del Norte y de la Europa más tempranamente occidentalizada, entrañó la dispersión de las urbes, con distancias más largas entre los distintos puntos de una misma ciudad a recorrer, barrios extensos de viviendas unifamiliares con jardín, y con un giro de tuerca que volvió ineficiente el traslado a pie o el fomento del transporte público. En muchas capitales y grandes ciudades, por otro lado, a pesar de mantener ratios elevados de densidad, debido a su crecimiento no controlado y caótico por las dimensiones que empezaban a adquirir con las migraciones del campo, se falló en desplazar los centros a los nuevos barrios que iban apareciendo, lo que también favoreció la necesidad de que los ciudadanos debieran asumir mayores distancias para desplazarse a fin de satisfacer sus necesidades. Desde un principio, tanto las ciudades dispersas como las compactas vieron necesaria esa adaptación. El bajo coste del uso del automóvil, por su otra parte, que llevó a esa innecesidad de vivir cerca del centro o de crear varios centros en las ciudades, no obstante, trajo consigo la congestión del tráfico en las ciudades, especialmente en sus centros y en aquellas urbes, como las mediterráneas, cuyas estructuras se habían mantenido compactas, con grandes bloques de apartamentos pegados los unos a los otros y sin espaciosas urbanizaciones. Esta congestión terminó por generar más necesidad de dispersión y mayor dependencia del automóvil. Estas medidas se vendrían a fomentar y continuar aplicando predominantemente en ciudades de nueva planificación, en ciudades con extensos suelos urbanizables y sin problemas de habitabilidad y en municipios-urbanizaciones. A pesar de haber llegado el fenómeno del coche a todas las clases sociales, sin embargo, décadas más tarde supuso el efecto del automóvil en ciudades densamente pobladas el embrión de la contrarrevolución al automóvil: en los centros de las grandes ciudades, y en las ciudades que habían conservado su entramado urbano estrecho o con mucha población por quilómetro cuadrado, se comenzó a valorar la alternativa del transporte público, dada la congestión de las calles, como un aliciente más que viable para solucionar la fluidez de las calzadas y mejorar los desplazamientos. Se habían querido adaptar ciudades al automóvil que, por su fisonomía, no podían asumir tales cambios en su estructura. Tendría que pasar un siglo entero, con todo, para que esta contrarrevolución se fraguara. En las ciudades difusas tardó en llegar este movimiento descongestionador, y en muchas de ellas aún ni se ha forjado: el sistema automovilista, en función de la estructura urbana de las ciudades, ha sido capaz de expulsar de la competición del transporte a las piernas, las bicicletas, los buses y los trenes. 
Es por esta razón que, a la línea de escaso fomento en transporte público mantenida en toda clase de ciudades a lo largo del siglo XX, las grandes ciudades europeas, americanas y asiáticas, las ciudades compactas densamente pobladas -entre las que destacan las mediterráneas- y las ciudades que han ido agrandando su población y que han visto reducirse su espacio libre para uso residencial han ido poco a poco observando las consecuencias de adaptar los automóviles a sus ciudades congestionadas de habitantes en pocos metros cuadrados, por lo que se han creado movimientos vecinales, de activistas y políticos dispuestos a paliar la situación. En las ciudades difusas ha sido considerablemente mucho más eficiente la adaptación al automóvil, lo que ha llevado a una pérdida de oportunidades para todos aquellos que no podían permitirse, o no querían, adquirir un automóvil, salvo en casos como Dinamarca, Noruega y los Países Bajos, donde gracias a disponer de un terreno mayoritariamente plano los ciudadanos, a pesar de deber recorrer más distancias por la dispersión de sus lugares de residencia, han comenzado a utilizar las bicicletas.
Algunos gobiernos han respondido, por ello, con políticas y regulaciones destinadas a lidiar con la dependencia del automóvil, reduciendo el espacio destinado a aparcar coches privados e incrementando la caminabilidad de sus ciudades, apoyando el ciclismo, otras alternativas de vehículos, o invirtiendo en transporte público. El uso privado del automóvil se está demostrando ineficiente en las grandes ciudades, y estos son los núcleos que cada vez crecen con más fuerza y en que cada vez se asienta más población por las migraciones del campo. Ello ha llevado a las ciudades globales a planificar el incremento de su transporte público y de modalidades de transporte no motorizados, muchas de ellas en un sistema de vehículos compartidos, para mermar la individualización de los desplazamientos diarios en unas urbes en que conviven millones y millones de habitantes. Ciudades como Hong Kong han desarrollado un sistema de transporte público altamente integrado que ha reducido con eficacia el uso del transporte privado. Asimismo, en contraste con este uso privado del transporte, han proliferado las empresas que permiten compartir coche y alquilar uno por unas pocas horas sin necesidad de poseerlo.

## Diseño urbano
Ideólogos y defensores del movimiento antiautomovilista ponen el foco principal de sus principios en tanto el transporte sostenible, como en el diseño urbano, la zonificación, las políticas de espacio escolar, la agricultura urbana, las opciones de trabajo a distancia, y la construcción de vivienda a fin de crear, sobre todo, proximidad o accesibilidad para que los traslados de larga distancia se conviertan en cada vez menos un requisito de la vida diaria.
El Nuevo urbanismo, es un movimiento de diseño urbano americano que surgió a principios de los años 1980. Su objetivo ha sido el de reformar todos los aspectos de construcción inmobiliaria y planificación urbana bajo un carácter más humano, por lo que los barrios "neourbanitas" han sido diseñados para contener una amplia variedad de oferta habitacional y laboral, para hacerlos lo más caminables posibles. Algunas ciudades más orientadas al automóvil están haciendo también cambios progresivos para proveer alternativas de transporte, como puede observarse en el fomento de las líneas de autobuses, en el alargamiento de las líneas de tranvía o metro, en la construcción de carriles bici segregados o en el establecimiento de ciclovías (carreteras de velocidad reducida a 30 km/h en que la bicicleta no puede ser adelantada por vehículos motorizados y tiene prioridad y preferencia ante el automóvil).
"World Squares for all" es un movimiento británico que apuesta por sacar la mayor parte del tráfico de plazas importantes en Londres, incluyendo de la Trafalgar Square y de la Plaza del Parlamento.
Ejemplos de políticas destinadas a humanizar las ciudades y evitar la circulación automovilística por sus calles son:
Las ciudades libres de automóviles (del inglés: "car-free cities") son, como indica el propio nombre, ciudades enteras, o como mínimo el centro de éstas, de las que el automóvil ha sido expulsado de sus calzadas. Las políticas orientadas a la consecución de esta clase de estructuras urbanas pasan, mayoritariamente, por la peatonalización de las calzadas (como ocurrió en el centro de Pontevedra) o la creación de zonas de ocio sobre éstas, con un acceso sumamente restringido a residentes, como las superillas de Barcelona o aquellas calles en que el espacio ocupado por aparcamientos para coches ha sido sustituido por bancos y zonas de juego infantil, y se ha priorizado un acceso ciclista por encima del automóvil, que puede entrar bajo contadas restricciones.
Las zonas libres de automóviles (del inglés: "car-free zones") son áreas de una ciudad o pueblo donde el uso de coches está prohibido o intensamente restringido (Madrid Central vendría a ser un ejemplo en España). Por una suavización del concepto de "ciudades libres de automóviles" son fácilmente intercambiables ambos conceptos.
Las calles pacificadas y las calles adaptadas a las distintas alternativas de transporte intraurbano condicionan las necesidades de conductores de automóviles, relegándolas a un papel claramente secundario, a las necesidades de los usuarios como conjunto. Están diseñadas, por ello, para ser compartidas por peatones, niños jugando sobre éstas, ciclistas y vehículos de movilidad reducida, con una limitación clara de la velocidad a 30 km/h o inferior y una priorización de las bicicletas y los peatones por encima de los coches.
Las carreteras de circunvalación, o rondas, son autopistas, carreteras o avenidas que circulan alrededor o dentro de una ciudad o área metropolitana, rodeándola total o parcialmente, con el fin de que los vehículos que no lo necesiten eviten ingresar al centro de la urbe. De esta manera, se consigue evitar el empeoramiento de los atascos en centros ya de por sí congestionados, como la mejora de los niveles de contaminación atmosférica o de contaminación acústica, a pesar de que suponga una medida claramente dedicada también a beneficiar al automóvil.

La carretera de circunvalación alrededor Ámsterdam (mostrada en rojo). En salidas de carreteras de anillos como éste, se pueden encontrar los centros de distribución

Los centros de distribución también ayudan a descongestionar las ciudades y a reducir la necesidad de mantener accesibles a vehículos de transportes los almacenes en los centros de las ciudades, por lo que suelen hacer uso de las carreteras de circunvalación. Estos centros ayudan a que los camiones que transportan mercancías descarguen su cargamento en los centros de distribución suburbanos para que, después, estos sean cargados en pequeñas furgonetas (en ocasiones impulsadas por electricidad) o en bicicletas de reparto a fin de cubrir los últimos quilómetros hasta el almacén.  Además de ofrecer ventajas a la población (aumento de la seguridad vial debido a los puntos ciegos de los camiones), también ayuda a reducir el ruido, el tráfico y la contaminación.
En las afueras de las ciudades, entre las salidas de las carreteras de circunvalación y las zonas libres de automóviles, se están teniendo a construir actualmente aparcamientos disuasorios,  generalmente subterráneos para evitar ocupar superficie destinable a otros usos, para mantener la descongestión del centro de las ciudades. En muchos casos, cerca de estos aparcamientos de disuasión se ofrecen, en ocasiones de forma gratuita, servicios de transporte público, como el autobús, o servicios de bicicleta pública.

## Grupos de activismo
A pesar de que en España no hay ningún grupo que se declare firmemente seguidor de la causa automovilista, sí que hay movimientos que han apostado por la reducción del uso del automóvil en las ciudades y de la protección de la naturaleza frente a su deforestación para construir carreteras.
Extinction Rebellion, es un movimiento social originado en Reino Unido en 2018, que a lo largo de todo el 2019 se ha ido extendiendo por el resto de Europa. Su objetivo fundamental es, a través de la desobediencia civil y de la resistencia no violenta, buscar minimizar la extinción masiva y el calentamiento global a fin de detener el colapso ecológico al que la actividad humana está llevando al planeta. Dentro de estos parámetros, se han llevado a cabo campañas de bloqueos de carreteras en varios países europeos por varios motivos, algunos de ellos alejados de las reivindicaciones antiautomovilistas. 
El 6 de julio de 2019, a partir de las 19:00, el grupo de Extinction Rebellion (XR) de Barcelona cortó durante varios minutos los tres carriles de la entrada de acceso a la C-32 desde la ciudad condal con el objetivo de criticar la prolongación de esta autopista. 
A pesar de todo, el movimiento se opone más al automóvil como objeto de contaminación y respalda su conversión a la energía eléctrica.
Aturem la C-32 ("Detengamos la C-32", en castellano) es un movimiento social catalán creado en 2015 con el fin de interrumpir la prolongación de la autopista C-32 en el tramo Blanes-Lloret, después de que la Generalidad de Cataluña licitara sus obras y haya comenzado a deforestar varias hectáreas de bosque para iniciar las construcciones.
Asimismo, movimientos vecinales por las principales urbes de España también han aparecido con el resuelto fin de reducir el espacio de los automóviles en las ciudades para rehumanizar sus calzadas. Entre ellos se pueden encontrar: la Plataforma en Defensa de Madrid Central; Prou Trànsit ("Suficiente con el tráfico", en castellano) o Col·lectiu Superilla Poblenou, quien apuesta por recuperar el espacio público para las personas en Barcelona a través de los proyectos iniciados por Ada Colau de las supermanzanas. Varios colectivos ciclistas también defienden, a la vez de proteger y fomentar espacios ciclistas en las ciudades, la pacificación de las calzadas.
España, sin embargo, todavía no dispone de ningún movimiento influyente que apueste por la renuncia íntegra al automóvil.
En otros países han surgido también movimientos similares:
Reclaim the Streets ("Reclamemos las calles") es un movimiento formado en 1991 en Londres cuya acción principal es la invasión de carreteras, autopistas y autovías para montar fiestas sobre ellas. Mientras que estas acciones pueden obstruir el uso regular de estos espacios para conductores de coches y autobuses, la filosofía de RTS es que es el tráfico de vehículos, y no los peatones, el que está causando la obstrucción de la carretera, y que ocupándola ellos están de hecho abriendo espacio público
Masa crítica es un fenómeno ciclista que emergió por primera vez en San Francisco en 1992, en que los ciclistas toman las calles en masa para dominar el tráfico, usando el eslogan "nosotros somos tráfico". La marcha fue iniciada bajo el objetivo principal de concienciar qué poco amistosa era la ciudad para los ciclistas.
El World Naked Bike Ride emergió en 2004 como una protesta ciclista en que se activstas desnudos de todo el mundo ocupaban las calzadas conduciendo bicicletas con el objetivo de promover el transporte ciclista, las energías renovables, la recreación, las comunidades caminables, y la responsabilidad ambiental: soluciones sostenibles para vivir en el siglo XXI.
"Parking Days" fue una iniciativa que comenzó en San Francisco en 2005 gracias a un grupo de activistas y diseñadores que transformaron unas plazas de aparcamiento adosadas a la acera en un pequeño parque con sombra y sitios para sentarse. Para 2007 había 180 parques de este tipo en 27 ciudades de todo el mundo.

## Eventos oficiales
Los Días Mundiales sin Automóvil son eventos que tienen el objetivo común de sacar a un número justo de coches de las calles de una ciudad, de un área determinada o de un vecindario por parte o por un día entero, para así darle a la gente que vive y trabaja ahí la oportunidad de ver cómo se vería y cómo funcionaría una ciudad con un número significantemente menor de coches. Los primeros eventos fueron organizados en Reykjavík (Islandia), Bath (Reino Unido) y La Rochelle (Francia) en 1995.
In town without my car! ("¡Por la ciudad sin my coche!") es una campaña europea que suele celebrarse cada otoño a favor del incremento del uso de otros vehículos aparte de los coches. Con el tiempo se ha extendido más allá de la Unión Europea, y en 2004 ya participaban más de 40 países.

## Desarrollo del antiautomovilismo

### Definiciones y tipos
Los territorios libres de circulación automovilística vienen a distinguirse en dos tipos en función de si se debe a la imposibilidad de poder haber conectado el área con la red de carreteras o a la aplicación de medidas legislativas a través de las cuales el uso del automóvil ha sido restringido.
Hay muchas áreas del mundo donde las personas siempre han vivido sin coches, debido mayoritariamente a que los accesos por carretera no son posibles, o a que ninguno ha sido proporcionado. En países desarrollados esto ha incluido a islas y algunos poblaciones o barrios históricos (en que por el entramado estrecho de sus callejuelas era imposible la adaptación al automóvil), siendo el ejemplo más grande la ciudad canal de Venecia. Poblados montañosos de países menos desarrollados también han podido vivir los mismos efectos de desconexión, como pequeños municipios en los Alpes (véanse los casos de Wengen bei Olten o Mürren, e Suiza).
Otros municipios han conseguido ese estatus, sin embargo, a través de ordenanzas y leyes locales, a pesar de haberse establecido casos de excepcionalidad de circulación, como para los servicios médicos, policiales o de bomberos. Esa desautomovilización puede haberse conseguido por un período de tiempo concreto, para un recorrido determinado o estar vigente para toda la localidad. Como ejemplos sirven la ciudad suiza de Zermatt, la cual solamente puede ser alcanzada mediante un ferrocarril, como también las islas alemanas de Hiddensee o de Helgoland.
Melia et. al. (2010) define la adaptación antiautomovilista de la siguiente manera:
Los proyectos libres de automóvil son áreas residenciales o mixtas en que: 
- Normalmente se provee de un inmediato ambiente libre de automóviles
- No se ofrecen zonas de aparcamiento o, en caso contrario, son muy limitadas y se encuentran separadas de las viviendas
- Las áreas han sido diseñadas para permitir a los residentes vivir sin poseer un automóvil

Esta definición (la cual se distingue del movimiento más común antiautomovilista, conocido a través de los  "proyectos de reducción del coche") está basada principalmente en la experiencia en el norte de Europa, donde el movimiento antiautomovilista comenzó. Dentro de esta definición se pueden encontrar tres tipos distintos de proyectos antiautomovilistas:

- El modelo Vauban
- El modelo de acceso limitado
- Las zonas peatonales con población residencial

#### Vauban
Vauban, Freiburg, Alemania es, según esta definición, el proyecto antiautomovilista más grande jamás desarrollado en Europa, con una población que supera los 5000 residentes. Es un vecindario de reciente creación de la ciudad de Freiburg que fue levantado sobre unas antiguas instalaciones militares francesas bajo el principio de "distrito sostenible". De esta manera, no solamente todas las casas respetan los estándares de ahorro y sostenibilidad energética y los materiales de construcción son respetuosos con el medio ambiente, sino que dentro de Vauban la movilidad la proporciona la bicicleta. La conexión con el centro de Freiburg, además, es proporcionada mediante un tranvía, localizándose siempre, gracias al diseño lineal del barrio, una parada cerca de todas las casas. A principios de 2009, alrededor del 70% de los hogares habían renunciado a poseer vehículo privado, lo que se perfila con la idea principal de este proyecto vecinal, en que el uso del coche está prohibido en la mayoría de las calles del barrio. Todo aquel propietario de automóviles debe adquirir un garaje en las afueras, que puede alcanzar los 30.000 euros -lo que funciona como desincentivo para la propiedad de coches- y, en todo caso, existe la posibilidad de alquilar coches municipales para viajes de fin de semana o para ir de compras

#### Modelo de acceso limitado
La forma más común de proyectos antiautomovilistas implica alguna clase de barrera física, legal o de advertencia que impida o desincentive a los vehículos a motor penetrar en el interior de la zona desautomovilizada. 
Los Países Bajos lideran esta clase de políticas, habiendo aplicado políticas en decenas de sus ciudades destinadas a reducir los aparcamientos de las calles y sustituirlos por aparcamientos para bicicletas o jardines, a promover los carriles bici y ciclovías y a implantar advertencias que avisen de la entrada en zonas de prioridad peatonal y/o ciclista a los coches. 
Otros ejemplos, más legislativos que no persuasivos, son Madrid Central u otras Zonas de Bajas Emisiones de ciudades europeas como Londres, Berlín, París y, próximamente, Barcelona.
Las Zonsa de Bajas Emisiones son zonas de centricidad de capitales o de áreas metropolitanas en que se imponen restricciones, bajo pena de multa, en un horario fijado por la administración local, a la circulación de automóviles contaminantes. A automóviles eléctricos, con distintivos medioambientales y menos contaminantes, sin embargo, les es permitido el acceso.

#### Zonas peatonales
Mientras que los primeros dos modelos se aplican a ciudades de nueva construcción que han querido desarrollarse desde el inicio con un talante antiautomovilista, la mayoría de las áreas peatonalizadas se encuentran en los centros de ciudades con una larga existencia a sus espaldas. Normalmente suelen ser o bien centros históricos con calles estrechas en que ha sido imposible adaptar la estructura urbana al automóvil, a pesar de que numerosas ciudades destruyeran parte de esos centros con ese fin, o pueblos y ciudades que han querido dar a su ciudadanía áreas en que puedan pasear tranquilamente y donde pueda proliferar un comercio más local y de cercanía.
Medidas legislativas
Al margen de estas tres modalidades, países europeos como Noruega, Holanda, Dinamarca, Reino Unido y Francia han hecho público que prohibirán la circulación de coches diésel y gasolina para 2025, los dos primeros, para 2030 el país danés y para 2040, los dos últimos Estados. La ciudad holandesa de Ámsterdam también ha anunciado que no permitirá circular a partir de 2030 a más coches ni motocicletas de combustión. Asimismo, en el que han redactado y bautizado como "Plan de Acción de Aire Limpio" ha sido anunciado el ensanchamiento de las aceras de la ciudad, como el encarecimiento y la reducción de las plazas de aparcamiento. 
Todos esos países prevén, si no disponen ya de ellos, crear fondos de inversión millonarios para incentivar la compra de coches eléctricos o de bicicletas.
En Reino Unido, además, también ha surgido la propuesta de impedir la circulación de coches de combustión por delante de las escuelas británicas. 
España, por su parte, anunció cesar la venta de coches con motor de combustión interna para 2040, y su circulación para 2050. Poco más tarde, la propuesta fue retirada.
El mismo efecto surtió la propuesta de las Islas Baleares a través de la Ley de Cambio Climático, donde se especificaba la prohibición de los nuevos vehículos diésel para 2025 en el archipiélago, y de los nuevos vehículos que funcionaran con gasolina para 2035. Solamente los vehículos adquiridos en fechas anteriores a las marcadas y radicados en las Islas Baleares, de acuerdo con la ley, tendrán derecho a circular por las islas. De esta manera, cualquier automóvil no balear y de diésel que quisiera circular por las islas a partir de 2025, o de gasolina a partir de 2035, no se le quedaría permitido el acceso. El articulado ha despertado, con todo, incógnitas legales en el gobierno socialista y en la industria del automóvil y ha llegado a crearse una comisión bilateral para analizar el asunto. Existe el riesgo de que la Ley sea recurrida al Tribunal Constitucional, ya informado de esa posibilidad.

### Beneficios y problemas

Reducción de la huella de carbón para distintos comportamientos
- Tener un hijo menos
- Vivir sin automóvil
- Evitar un vuelo de ida transoceánico
- Comprar energía verde
- Comprar un coche más eficiente
- Cambiar de un coche eléctrico a una vida sin automóvil
- Comer una dieta basada en vegetales
- Lavar la ropa en agua fría
- Reciclar
- Colgar la ropa para secarla
- Mejorar las bombillas

Varios estudios han sido realizados en proyectos europeos que ambicionaban conseguir áreas libres de automóviles en las ciudades.  El más comprensible estuvo conducido en 2000 por Jan Scheurer.  Otros estudios más recientes han sido ejecutados en áreas sin automóviles más específicas, como el proyecto de Viena de Floridsdorf .
Los beneficios principales encontrados en proyectos antiautomovilistas (resumidos en Melia et al. 2010) concluyeron que niveles muy bajos de uso del automóvil resultaban en::
- La reducción del tráfico en los centros de las ciudades, como en carreteras circundantes.
- Debido a la descongestión de las ciudades, y el vacío de espacio que dejó el abandono del coche en algunos barrios, la expresión de la vida vecinal comenzó también a desarrollarse en las calles, con una mayor comodidad por la reducción del ruido y una mayor confianza por el descenso de la contaminación: los niños salían a jugar por las aceras y calzadas, amigos y compañeros se reunían en los bancos a charlar, familias salían enfrente de sus casas a hacer picnics en mesas que se instalaban para ello en antiguas zonas de aparcamiento, ...
- Aumento del número de vecinos que se desplaza andando a sus destinos o que sale a caminar para disfrutar del aire exterior y de la ciudad
- Aumento de la salud de los vecinos, ya no expuestos a partículas nocivas para su salud ni a ruidos insistentes que podían perturbar su sueño por las noches
- Recuperación de la "cultura de las terrazas", abandonada en muchas ciudades al haber quedado copadas las calles a que daban de pitidos y motores de automóviles.
- Menos tierra tomada para aparcar y para construir carreteras, más disponibles para espacio verde o actividad social
- Reducción de los accidentes de tráfico y de las víctimas mortales
- Seguridad para el fomento del ciclismo
- Promoción del comercio local, en vez de favorecer la cultura de los centros comerciales periféricos

Es por todas estas razones expuestas que los defensores del antiautomovilismo apuestan por aplicar, en mayor o menor medida, restricciones al uso de vehículos motorizados por las ciudades, con contadas excepciones como el desplazamiento de personas de movilidad reducida, las ambulancias o el reaprovisionamiento de los negocios. El movimiento automovilista, además, aparte de ecologista puede llegar a trascender la idea de la sostenibilidad para defender también un humanismo urbano, por lo que es posible encontrarse con detractores de tanto vehículos de combustión, como de vehículos eléctricos. Apuestan por rehumanizar las ciudades. 

## Ciudadanos sin coche
Especialmente en el norte de Europa, donde son conocidos como "car-free people" o "autofreie Menschen", lentamente se está tejiendo un colectivo de ciudadanos que deciden voluntariamente rechazar el uso del automóvil tanto para desplazarse por ciudades, como para los desplazamientos interurbanos.
Las razones principales que esgrimen son las siguientes:
- Accidentes de tráfico: de acuerdo con la OMS (Organización Mundial de la Salud) mueren anualmente más de 1,2 millones de personas como consecuencia de accidentes de tráfico en que los automóviles están involucrados. No solamente por la peligrosidad que supone el automóvil para el conductor, aquellos que renuncian al coche también razonan el riesgo que puede suponer para ciclistas y peatones el uso de métodos de transporte tan pesados y que pueden alcanzar velocidades tan altas de circulación. Ponen en riesgo la seguridad urbana, como se ha ido constatando en los varios accidentes ya habidos, con víctimas de por medio, de coches contra ciclistas o peatones.

- Emisiones de gases perjudiciales para la salud y toxicidad: de acuerdo con el Instituto Nacional de Estadística y del Ministerio de Medio Ambiente, en 2018 se produjeron 93.000 fallecimientos en España como resultado de la contaminación atmosférica. Los automóviles son los principales responsables del aumento de la contaminación en las ciudades y de que en su aire se encuentren día tras día partículas en suspensión nocivas para la salud de sus ciudadanos. La mala calidad del aire, en zonas exteriores y en el interior de las viviendas, provoca pérdidas también en la esperanza de vida comparables al tabaquismo activo que pueden llegar a los 20 meses de vida, según la OMS. Esta organización también afirma que 7 millones de los fallecimientos anuales a escala mundial se producen como consecuencia de la contaminación del aire, de la que participan de manera activa los coches. Sólo en 2017 los turismos españoles emitieron más de 100.000 toneladas de óxido de nitrógeno (NOx) y 280.000 kilogramos de óxido de azufre (SOx) en España. El aire de ciudades como Madrid o Barcelona se encuentra bajo elevados riesgos de amenaza para la salud de sus ciudadanos.
- Calentamiento global: gran parte de los gases de efecto invernadero son producidos por los automóviles de combustión.
- Uso indiscriminado de superficie: para calzadas, autopistas y plazas de aparcamiento. El fomento del automóvil y el aumento de su uso han llevado a la deforestación de miles de hectáreas de bosques para construir autopistas y autovías porque acelerar el tiempo de llegada, como también han ocasionado una gran pérdida de suelo urbano, que ha quedado prácticamente copado por el automóvil para que pueda desplazarse cómodamente por sus calles.
- Costes de construcción: los aparcamientos subterráneos o las plazas de aparcamiento cerca de las residencias limitan las posibilidades de planificación urbana y encarecen la construcción de viviendas.
- Contaminación acústica: no solamente perturban el sueño por las noches y la tranquilidad de las calles durante el día, sino que está relacionada con graves problemas para la salud, como problemas de estrés y aprendizaje para los niños o problemas auditivos, dolores de cabeza, ansiedad, enfermedades del sistema circulatorio, trastornos cardiovasculares, respiratorios y neurológicos, de acuerdo con la OMS.
- Consumo de primeras materias: para la producción de un automóvil son utilizados, por ejemplo, más de cien mil litros de agua.
- Peligro de guerra: como consecuencia del uso enorme de crudo del automóvil se está convirtiendo éste en escaso y está desatando conflictos bélicos por su control en los lugares de origen.
- Hambre mundial: la mayoría de los países desarrollados gastan más divisas en crudo y automóviles que en otros importes más esenciales para la vida y la supervivencia. Muchos campos de cultivo han dejado de producir alimentos a fin de obtener de ellos carburantes para los coches, como metanol o biodiésel. Mientras tanto, a la vez que esos campos de cultivo son alterados para satisfacer la demanda creciente del sector automovilístico, los ciudadanos de los países en que se encuentran esas tierras de cultivo se mueren de hambre a cientos de miles, como en Brasil.
- Aislamiento: especialmente aquellas personas que hacen el recorrido diario de su casa al trabajo y del trabajo a su casa llevan a lo largo de la semana frecuentemente fuera de sus puestos de trabajo una vida aislada y solitaria. En los Estados Unidos de América, toman el 25% de sus comidas diarias los trabajadores, universitarios y estudiantes en el coche. En muchas familias ya ni siquiera hay un desayuno común por las mañanas.
- Calidad de vida: la vida sin coche lleva a recurrir al ejercicio físico para desplazarse y favorece los contactos sociales.
- Calidad urbana: el espacio público puede volver a ser utilizado por todos. Incluso los niños ganan, pues al vaciarse de coches las calles pueden volver a tener la seguridad de salir a fuera a jugar con sus amigos.

Es cada vez más grande el movimiento que, por esta serie de razones, y haciendo especial hincapié en la insalubridad del desplazamiento mediante vehículos de combustión, además critican el inmovilismo de ciertos gobiernos, que han comenzado a dejarse influenciar por el lobby de la industria automovilística para no actuar contra ellos. Objeto de crítica constante es, por ello, el uso del automóvil para el turismo o para el ocio, y su defensa por la riqueza que genera, pues por los deseos de unos ciudadanos se perjudica la salud de otros.
Por todas estas razones, muchos ciudadanos que conviven y pasan su día a día sin coches exigen una sociedad similar, habitualmente con excepciones como el transporte de enfermos, el servicio policial o de bomberos, ..., pues reconocen que no existen alternativas adecuadas para todos los casos.
El movimiento antiautomovilista, cabe destacar, no solamente es un movimiento que se opone a los automóviles que contaminan, sino al concepto de automóvil en general.